# 283277 Faber
283277 Faber è un asteroide della fascia principale. Scoperto nel 2004, presenta un'orbita caratterizzata da un semiasse maggiore pari a 2,4236314 au e da un'eccentricità di 0,1598788, inclinata di 3,23654° rispetto all'eclittica.
L'asteroide è dedicato all'astronoma statunitense Sandra Faber.